# Isabel Ruiz Ruiz (ilustradora)
Isabel Ruiz Ruiz (Úbeda, 26 de mayo de 1977) es una ilustradora y directora de fotografía audiovisual española. Creadora de una colección de libros ilustrados dirigidos a visibilizar a las mujeres referentes en las distintas disciplinas artísticas y culturales, literarias, científicas y filosóficas.

## Trayectoria
Estudió Bellas artes en Granada y se licenció en Artes plásticas. Se trasladó a Madrid para profundizar en su formación como fotógrafa, donde estudió Dirección de Fotografía en la Escuela de Cinematografía y del Audiovisual de la Comunidad de Madrid (ECAM).
En el ámbito audiovisual, ha trabajado tanto en ficción como en documental y publicidad, ejerciendo como directora de fotografía y cámara en largometrajes, cortometrajes, documentales, videoclips, vídeos corporativos y publicidad. Destaca su participación como directora de fotografía en los trabajos documentales Elías Querejeta, el productor, de Fernando Méndez-Leite; Sol, de Javier Aguirre; y Las maestras de la República, de Pilar Pérez Solano, que obtuvo el Premio Goya a la mejor película documental en su edición de 2014 y aborda el legado de las maestras de la II República.
Es miembro desde 2012 de la Asociación de mujeres cineastas y de medios audiovisuales (CIMA), cuyo objetivo es promover la igualdad de oportunidades para mujeres y hombres en el acceso a los puestos de dirección y decisión en el ámbito audiovisual y cinematográfico, donde ha desarrollado labores como delegada de especialidades técnicas y ocupado el puesto de vocal dentro de la Junta Directiva.
Como ilustradora, creó el sello editorial Ilustropos, desde el cual ha publicado, entre otras, la colección Mujeres, una serie de álbumes ilustrados dirigidos a visibilizar referentes de mujeres en la historia y en todos los ámbitos creativos.
Isabel Ruiz ha rescatado con sus ilustraciones en el libro Dentro las vivencias de las mujeres que fueron preseas políticas durante el franquismo, muestra un recorrido por las cárceles donde estuvieron presas y la represión que sobre ellas ejerció el régimen dictatorial de Franco.

## Premios y reconocimientos
En 2006, recibió varios premios a la Mejor Fotografía por sus trabajos en los cortometrajes Huellas en la nieve, de Pedro Touceda, premio a la mejor fotografía en el Festival de Cine de la Comunidad de Madrid; Casa, premio a la mejor fotografía en el XI Festival de Cine Ciudad de Zaragoza y El hoyo, premio a la mejor fotografía en el Festival de Cine de Jaén.
Igualmente, en el año 2007, su trabajo como directora de fotografía en el cortometraje El talento de las moscas, dirigido por Laura Sipán, le supuso varios premios a la Mejor Fotografía, como el obtenido en el XIX Festival Internacional de Cine de Gerona, así como los logrados en el Festival Internacional de Cine de Punta Umbría, la XXX Semana Internacional de Cine de San Roque 2007 y el Premio Kinova. También en 2007, se hizo con el accésit a la mejor fotografía por el cortometraje Avant Pétalos Grillados en el Crypstshow Festival Badalona.
En 2018, recibió el premio Mujer Creativa que otorga el Diario Jaén. También ese mismo año, le fue concedido el premio Participando creamos espacios de igualdad en la categoría arte y cultura, que concede el Consejo de las Mujeres del Municipio de Madrid en reconocimiento a la labor de la mujer en diferentes ámbitos.

## Obra
- 2015 – La estación de las hojas. ISBN 978-84-944306-2-6.
- 2015 – Mujeres. ISBN 978-84-608-3717-6.
- 2016 – Mujeres 2. ISBN 978-84-617-5989-7.
- 2017 – Mujeres 3. ISBN 978-84-697-6827-3.
- 2018 – Mujeres 4. ISBN 978-84-09-05939-3.
- 2019 – Mujeres 5. ISBN 978-84-09-15546-0.
- 2020 – Mujeres españolas. ISBN 978-84-09-24653-3.
- 2021– Dentro. ISBN  978-84-09-34347-8